# La Nuit des carottes vivantes
Pour plus de détails, voir Fiche technique et Distribution.
La Nuit des carottes vivantes est un court-métrage d'animation américain des studios DreamWorks réalisé par Robert Porter et sorti en 2011. Il est basé sur le film Monstres contre Aliens.

## Fiche technique
- Titre : La Nuit des carottes vivantes
- Titre original : Night of the Living Carrots
- Réalisation : Robert Porter
- Scénario : Bill Riling
- Direction artistique : Sam Michlap
- Musique : Matthew Margeson
- Montage : Bret Marnell
- Producteur : Aaron Dem et Lisa Stewart
- Production : DreamWorks Animation
- Distribution : Nintendo Video
- Format : Couleurs
- Durée : 13 min
- Date de sortie :
  -  États-Unis : 13 octobre 2011

## Distribution

### Voix originales
- Seth Rogen : B.O.B.
- Kiefer Sutherland : Général W. R. Monger
- James Horan : Dr Cockroach
- David Kaye : The Missing Link
- Julie White : Wendy Murphy
- Jeffrey Tambor : Carl Murphy
- Bret Marnell : une carotte zombie
- Stephen Kearin : le cow boy

### Voix françaises
- Jérôme Rebbot : B.O.B.
- Patrick Béthune : Général W. Putsch
- Stéphane Freiss : Dr Cafard
- Gilles Morvan : le Maillon Manquant
- Cyrielle Clair : Wendy Murphy
- Yves Salerne : Carl Murphy

### Voix québécoises
- Tristan Harvey : B.O.B.
- Patrick Chouinard : Général W. Putsch
- Yves Soutière : Dr Cafard
- Daniel Picard : Le Maillon Manquant
- Elise Bertrand : Wendy Murphy
- Carl Béchard : Carl Murphy